# Challenger de Shanghái 2013
El Shanghái Challenger 2013 fue un torneo de tenis profesional que se jugó en pistas dura. Se trató de la 3.ª edición del torneo que forma parte del ATP Challenger Tour 2013 . Tuvo lugar en Shanghái, China entre el 2 de septiembre y el 8 de septiembre de 2013.

## Jugadores participantes del cuadro de individuales

### Cabezas de serie
| País                                  | Jugador         | Rank1 | Favorito |
| Bandera de Eslovenia                  | Blaž Kavčič     | 126   | 1        |
| Bandera de China Taipéi               | Jimmy Wang      | 139   | 2        |
| Bandera de Japón                      | Yuichi Sugita   | 148   | 3        |
| Bandera de Japón                      | Tatsuma Ito     | 165   | 4        |
| Bandera de Japón                      | Hiroki Moriya   | 181   | 5        |
| Bandera de la República Popular China | Ze Zhang        | 182   | 6        |
| Bandera de Túnez                      | Malek Jaziri    | 190   | 7        |
| Bandera de China Taipéi               | Liang-Chi Huang | 245   | 8        |
| ------------------------------------- | --------------- | ----- | -------- |

- 1 Se ha tomado en cuenta el ranking del 26 de agosto de 2013.

### Otros participantes
Los siguientes jugadores recibieron una invitación (wild card), por lo tanto ingresan directamente al cuadro principal:
- Chieh-Fu Wang
- Chuhan Wang
- Bowen Ouyang
- Yan Bai

Los siguientes jugadores ingresan al cuadro principal tras disputar el cuadro clasificatorio:
- Ji Sung Nam
- Toshihide Matsui
- Yasutaka Uchiyama
- Zhizhen Zhang

## Jugadores participantes en el cuadro de dobles

### Cabezas de serie
| País                    | Jugador            | País                     | Jugador            | Rank1 | Favorito |
| Bandera de Tailandia    | Sanchai Ratiwatana | Bandera de Tailandia     | Sonchat Ratiwatana | 176   | 1        |
| Bandera de China Taipéi | Hsin-Han Lee       | Bandera de China Taipéi  | Hsien-Yin Peng     | 255   | 2        |
| Bandera de Australia    | Alex Bolt          | Bandera de Nueva Zelanda | Artem Sitak        | 396   | 3        |
| Bandera de Japón        | Toshihide Matsui   | Bandera de Tailandia     | Danai Udomchoke    | 412   | 4        |
| ----------------------- | ------------------ | ------------------------ | ------------------ | ----- | -------- |

- 1 Se ha tomado en cuenta el ranking del 26 de agosto de 2013.

## Campeones

### Individual Masculino
- Yūichi Sugita derrotó en la final a  Hiroki Moriya por 6-3, 6-3.

### Dobles Masculino
- Sanchai Ratiwatana /  Sonchat Ratiwatana  derrotaron en la final a  Hsin-Han Lee /  Hsien-Yin Peng por 6-3, 6-4.

- Datos: Q14798538